# Rosa Cobo Bedía
Rosa Cobo Bedía (Cantabria, 17 de diciembre de 1956) es una teórica, investigadora y escritora feminista española. Es profesora titular de Sociología del Género en la Universidad de La Coruña y directora del Centro de Estudios de Género y Feministas de la misma universidad.

## Trayectoria
Licenciada en Ciencias Políticas y Sociología en 1981 por la Universidad Complutense de Madrid, presentó la tesina para obtener el grado de licenciatura en 1983, con el título El principio de Renaturalización en Jean Jacques Rousseau. En 1992 leyó su tesis doctoral sobre Democracia y Patriarcado en Jean Jacques Rousseau, dirigida por la Doctora Celia Amorós y calificada como apto cum laude por unanimidad.
Obtuvo el premio de divulgación feminista Carmen de Burgos al mejor artículo publicado en el año 1997, otorgado por la Asociación de Estudios Históricos sobre la Mujer de la Universidad de Málaga. 
Fue fundadora y primera directora del Seminario Interdisciplinar de Estudios Feministas de la Universidad de La Coruña entre los años 2000 y 2003. También dirigió el Máster sobre Género y Políticas de Igualdad desde 2005 hasta el 2008. Su línea de investigación principal es la teoría feminista y la sociología del género.
Ha sido miembro del Equipo Asesor de la Unidad de Mujeres y Ciencia (UMYC) del Ministerio de Educación y Ciencia en la Secretaría General de Política Científica y Tecnológica de 2006 a 2008. En el año 2008 fue asesora del Ministerio de Igualdad. Ha impartido cursos y conferencias sobre sociología del género y teoría feminista en España y en distintos países de América Latina. 
Dirigió un proyecto sobre Prostitución y Políticas Públicas financiado por el Instituto de la Mujer. En la actualidad dirige el curso de Historia de la Teoría Feminista en la Universidad de La Coruña y un Máster en Igualdad y Equidad en el Desarrollo de Cooperacció en la Universidad de Vic.

## Premios y reconocimientos
- Premio de Divulgación Feminista Carmen de Burgos.[4]

- En 2017 ha recibido el Premio Igualdade Ernestina Otero del Consello Municipal da Muller de Vigo.
- En 2017 recibió el Premio El Club de las 25, otorgado por la asociación feminista El Club de las 25.

- En 2018 recibe el premio Comadre de Oro otorgado por la Tertulia Feminista Les Comadres.
- En 2019 recibió el Reconocimiento al Compromiso con la Igualdad en el Medio Rural concedido por la Diputación da Coruña.

- En 2020 recibió por el Ministerio de Igualdad, con motivo del Día Internacional para la Eliminación de la Violencia contra las Mujeres, el reconocimiento del pensamiento feminista.[5]
- En 2020 le fue concedido el premio 8 de Març por la Xarxa de Dones de la Marina Alta.
- En 2021 recibió el premio Seneca Falls.[6]
- En 2023 recibió el Premio Isabel Oyarzabal, otorgado por la Asociación para la Defensa de la Imagen Pública de las Mujeres (Adipm).[7]
- El 21 de noviembre de 20254 recibió el Premi Bones Pràtiques en Investigació acadèmica por L’Associació de Dones Periodistes de Catalunya (adpo)

## Publicaciones

### Libros
- 2024: La ficción del consentimiento sexual, Editorial Libros de la Catarata
- 2022 Sociologia feminista. (Ed. Rosa Cobo y Belén Fernández) Editorial Comares
- 2020: Pornografía. El placer del poder, Editorial Ediciones B
- 2020: Breve Diccionario de Feminismo (Ed. Rosa Cobo y Beatriz Ranea), Libros de la Catarata.
- 2017: La prostitución en el corazón del capitalismo, Editorial Libros de la Catarata, Madrid
- 2011: Hacia una nueva política sexual. Las mujeres ante la reacción patriarcal Editorial Libros de la Catarata, Madrid.[8]
- 1995: Fundamentos del patriarcado moderno. Jean Jacques Rousseau Editorial Cátedra, Madrid
- 1991: Las mujeres españolas: lo privado y lo público (coautora), Colección ´Estudios y Encuestas´, Centro Investigaciones Sociológicas, CIS,n.º 4
- 1990: Situación social de los viejos en España (coautora), Colección ´Estudios y Encuestas´, Centro de Investigaciones Sociológicas, CIS, n.º 21.

### Ediciones de libros
- 2020: "Breve diccionario de feminismo" (Ed.) y Beatriz Ranea Triviño (Ed.), Editorial Libros de la Catarata, Madrid
- 2019: La imaginación feminista (Ed.) Editorial Libros de la Catarata, Madrid
- 2008: Educar en la ciudadanía. Perspectivas feministas (Ed.) Editorial Libros de la Catarata, col. Mayor, Madrid.[9]
- 2006: Interculturalidad, feminismo y educación (Ed.) Editorial Libros de la Catarata, Madrid.[10]

### Colaboraciones colectivas
- 2014: “¿Prácticas culturales o prácticas patriarcales?”, en Edurne Chocarro de Luis y María del Carmen Sáenz Berceo (eds.) Oriente y occidente: la construcción de la subjetividad femenina, Universidad de La Rioja.
- 2013: “Las políticas de género y el género en la política”, en Capitolina Díaz Martínez y Sandra Dema Moreno (Coord.) Sociología y género, editorial Tecnos
- 2010: “Elogio del feminismo (y crítica de los patriarcados contemporáneos)”, en Marián López Fdez. Cao y Luisa Posada Kubissa (Eds.), Pensar con Celia Amorós, ed. Fundamentos, Madrid, Págs. 45-54.
- 2009: “Debates teóricos sobre democracia paritaria”, en Gloria Angeles, Franco Rubio y Ana Iriarte Goñi, Nuevas rutas para Clío: el impacto de las teóricas francesas en la historiografía feminista española, Icaria
- 2009: “El género en las ciencias sociales”, en Patricia Laurenzo, María Luisa Maqueda y Ana Rubio (Coord.) Género, violencia y derecho, Ediciones del Puerto, Buenos Aires (Argentina).
- 2008: “La democracia moderna y la exclusión de las mujeres”, en Fernanda Henriques (coord.), Género, diversidade e cidadanía, Ediçoes Colibrí/NEHM/CIDEHUS-UE, Lisboa.
- 2007: “Multiculturalismo y nuevas formas de violencia patriarcal”, en Celia Amorós y Luisa Posada Kubissa (Comp.), Feminismo y multiculturalismo, Ed. Instituto de la Mujer, Colección Debate, Madrid. Pág. 71-84.
- 2006: “Izquierda y feminismo: ni juntos ni separados”, en Esperanza Bosch Fiol, Victoria Aurora Ferrer Pérez y Capilla Navarro Guzmán (coord.) Los feminismos como herramientas de cambio social, Universidad de las Islas Baleares
- 2005: “Género, feminismo y teoría política” (Coautora). En Eric Herrán (Coord.), Filosofía Política Contemporánea, UNAM (Universidad Nacional Autónoma de México), México.
- 2003: “Democracia paritaria y radicalización de la igualdad”. En VV.AA. Seminario “Balance y perspectivas de los estudios de las mujeres y del género”, Ed. Instituto de la Mujer (Ministerio de Trabajo y Asuntos Sociales), Madrid.
- 2001: "Algunas reflexiones sobre la identidad política del movimiento feminista", en Amelia Valcárcel y Rosalía Romero (eds.), Pensadoras del Siglo XX, colección Hypatia 2, Instituto Andaluz de la Mujer, Sevilla.
- 1998: “Diversidad cultural y multiculturalismo” (Coautora), en Amnistía Internacional, La mutilación genital femenina y los derechos humanos, Madrid, Edai.
- 1997: “Las implicaciones políticas del feminismo” (coautora), en Filosofía política I. Ideas políticas y movimientos sociales, (edición de Fernando Quesada) Trotta/CSIC.
- 1995: “Género”, en Celia Amorós (Dir.): Diez palabras clave sobre mujer, Editorial Verbo Divino, Navarra.
- 1994: “La construcción social de lo femenino en Mary Wollstonecraft”, en Historia de la Teoría Feminista. Instituto de Investigaciones Feministas, Universidad Complutense de Madrid/Comunidad Autónoma de Madrid.

### Artículos de revista
- 2015: “La izquierda y el feminismo", en eldiario.es, 03/02/2015.[11]
- 2014: “¿Qué hacer con la prostitución?, en eldiario.es, 11/10/2014.[12]
- 2012: “Las paradojas de la igualdad en Jean Jacques Rousseau”, en Avances del Cesor, Universidad de Rosario/CONICET, Rosario, Año IX, n.º 9 (Argentina)
- 2011: “¿Educación para la libertad?”, en Revista interuniversitaria de formación del profesorado, n.º 71.[13]
- 2009: “Antinatura”, en Festa da palabra silenciada, n.º 25.
- 2008: “Patriarcado y feminismo: del dominio a la rebelión”, en El valor de la Palabra. Revista anual de pensamiento. Hacia la ciudadanía del siglo XXI, n.º 6. Ed. Fundación Fernando Buesa Blanco, Vitoria/Gasteiz.
- 2007: “Discusións en torno ao concepto de patriarcado”, en Festa da palabra silenciada, n.º 23.
- 2005: “El género en las ciencias sociales”, en Cuadernos de Trabajo Social.
- 2002: “Democracia paritaria y sujeto político feminista”, en Anales de la cátedra Francisco Suárez (Granada), n.º 36.
- 2001: “Feminismo y democracia paritaria”, en El Viejo Topo, (Barcelona), noviembre.
- 2000: “Género y teoría social”, en RIS. Revista Internacional de Sociología.
- 1998: “Las mujeres en Europa: entre la igualdad y la exclusión”, en Crítica (Madrid), n.º 855.
- 1995: “La democracia moderna y la exclusión de las mujeres”, en Mientras Tanto (Barcelona).
- 1990: “Mary Wollstonecraft: un caso de feminismo ilustrado”, en REIS. Revista de Investigaciones Sociológicas, CIS, (Madrid), n.º 48.